# Bent-Ove Pedersen
Bent-Ove Pedersen, né le 11 juillet 1967 à Oslo, est un ancien joueur de tennis norvégien, professionnel entre 1992 à 1995.
Il a remporté un tournoi ATP en double à Bolzano ainsi que trois tournois Challenger à Heilbronn et Oporto en 1992 ainsi qu'à Rennes en 1994.
Malgré sa courte carrière, il reste toujours l'un des meilleurs joueurs de tennis norvégien avec Christian Ruud et Jan-Frode Andersen.

## Carrière
Il a joué deux saisons pour l'université de Berkeley et a remporté en 1991 le championnat NCAA en double avec Matt Lucena, ce qui lui a permis de participer à l'US Open et d'y atteindre les quarts de finale.
Il a participé à deux olympiades : 1988 et 1992. Il s'est qualifié en double à Barcelone avec Christian Ruud mais ils se sont inclinés face aux sud-africains Wayne Ferreira et Piet Norval.
En 1993, alors classé 599e à l'ATP, il parvient à se qualifier pour l'US Open mais échoue au premier tour face à Byron Black.
Il met un terme à sa carrière en septembre 1994 et joue son dernier tournoi professionnel en juillet 1995 lors du Challenger de Lillehammer où il s'incline en demi-finale en double.
Il a joué pour l'équipe de Norvège de Coupe Davis dès 1987. Il compte 22 victoires pour 13 défaites.

## Palmarès

### Titre en double messieurs
| No | Date       | Nom et lieu du tournoi | Catégorie    | Dotation  | Surface         | Partenaire    | Finalistes            | Score         |  |
| -- | ---------- | ---------------------- | ------------ | --------- | --------------- | ------------- | --------------------- | ------------- |  |
| 1  | 12-10-1992 | Bolzano Indoor Bolzano | World Series | 270 000 $ | Moquette (int.) | Anders Järryd | Tom Nijssen Cyril Suk | 6-1, 6-7, 6-3 |  |

### Finale en double messieurs
| No | Date       | Nom et lieu du tournoi        | Catégorie    | Dotation  | Surface    | Vainqueurs                  | Partenaire  | Score    |  |
| -- | ---------- | ----------------------------- | ------------ | --------- | ---------- | --------------------------- | ----------- | -------- |  |
| 1  | 04-01-1993 | Open de Malaisie Kuala Lumpur | World Series | 275 000 $ | Dur (ext.) | Jacco Eltingh Paul Haarhuis | Henrik Holm | 7-5, 6-3 |  |

## Parcours dans les tournois duGrand Chelem

### En simple
| Année | Open d'Australie | Open d'Australie | Internationaux de France | Internationaux de France | Wimbledon | Wimbledon | US Open         | US Open  |
| ----- | ---------------- | ---------------- | ------------------------ | ------------------------ | --------- | --------- | --------------- | -------- |
| 1993  | —                | —                | —                        | —                        | —         | —         | 1er tour (1/64) | B. Black |

N.B. : à droite du résultat se trouve le nom de l'ultime adversaire.

### En double
| Année | Open d'Australie        | Open d'Australie         | Internationaux de France | Internationaux de France | Wimbledon               | Wimbledon            | US Open                  | US Open                    |
| ----- | ----------------------- | ------------------------ | ------------------------ | ------------------------ | ----------------------- | -------------------- | ------------------------ | -------------------------- |
| 1991  | —                       | —                        | —                        | —                        | —                       | —                    | 1/4 de finale M. Lucena  | J. Fitzgerald A. Järryd    |
| 1992  | —                       | —                        | —                        | —                        | —                       | —                    | 2e tour (1/16) H. Holm   | T. Woodbridge M. Woodforde |
| 1993  | 1er tour (1/32) H. Holm | S. DeVries D. Macpherson | 1er tour (1/32) H. Holm  | J. Fitzgerald A. Järryd  | 1er tour (1/32) H. Holm | W. Ferreira M. Stich | 2e tour (1/16) P. Nyborg | D. Adams A. Olhovskiy      |

N.B. : le nom du ou de la partenaire se trouve sous le résultat ; le nom des ultimes adversaires se trouve à droite.